# Micropsectra barbatimana
Micropsectra barbatimana är en tvåvingeart som beskrevs av Jean-Jacques Kieffer 1922. Micropsectra barbatimana ingår i släktet Micropsectra och familjen fjädermyggor.
Artens utbredningsområde är Tjeckien. Inga underarter finns listade i Catalogue of Life.